# Gokyo (judo)
Le Gokyo ou Go-kyō-no-waza (五教の技) est l'ensemble des 40 techniques debout de projection du judo classées en 5 groupes.
Reconnu en 1895 par le Kodokan, le Gokyo a été modifié en 1920.

## Dai-ikkyo

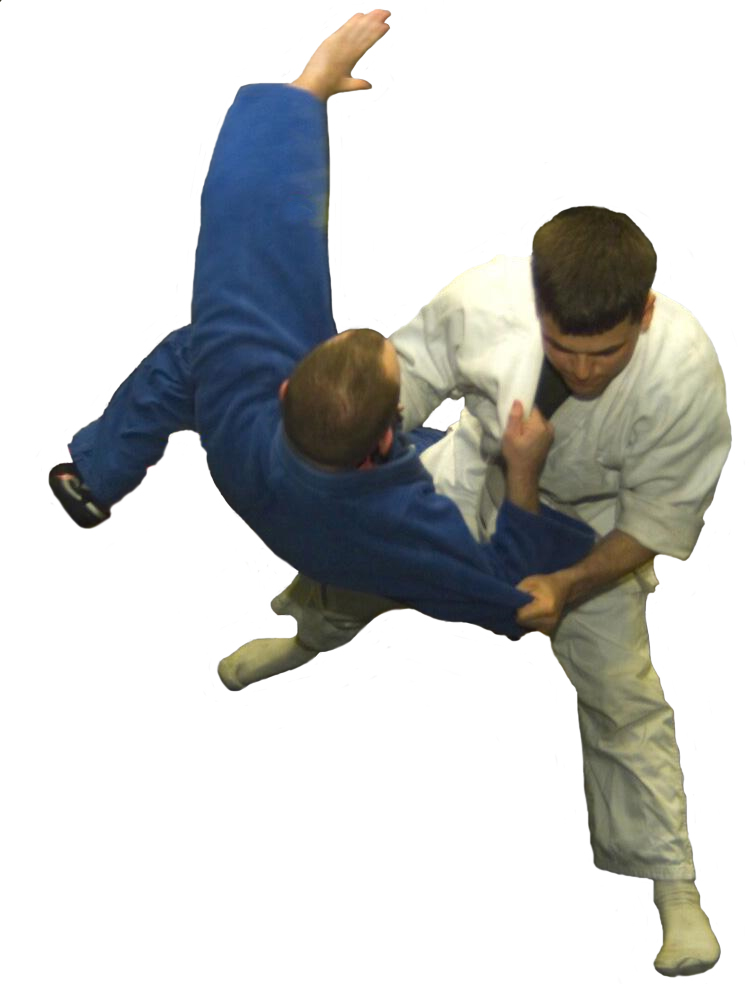
O-Soto-Gari

Le Dai-ikkyo ou 5e Kyū correspond au niveau ceinture jaune.
1. De-Ashi-Barai - balayage du pied avancé
2. Hiza-Guruma - roue autour du genou
3. Sasae-Tsuri-Komi-Ashi - blocage du pied en «pêchant» (en tirant et en soulevant)
4. Uki-Goshi - hanche flottante
5. O-Soto-Gari - grand fauchage extérieur
6. O-Goshi - grande (projection de) hanche
7. O-Uchi-Gari - grand fauchage intérieur
8. Seoi-Nage - projection en chargement sur le dos (dessus épaule)

## Dai-nikyo

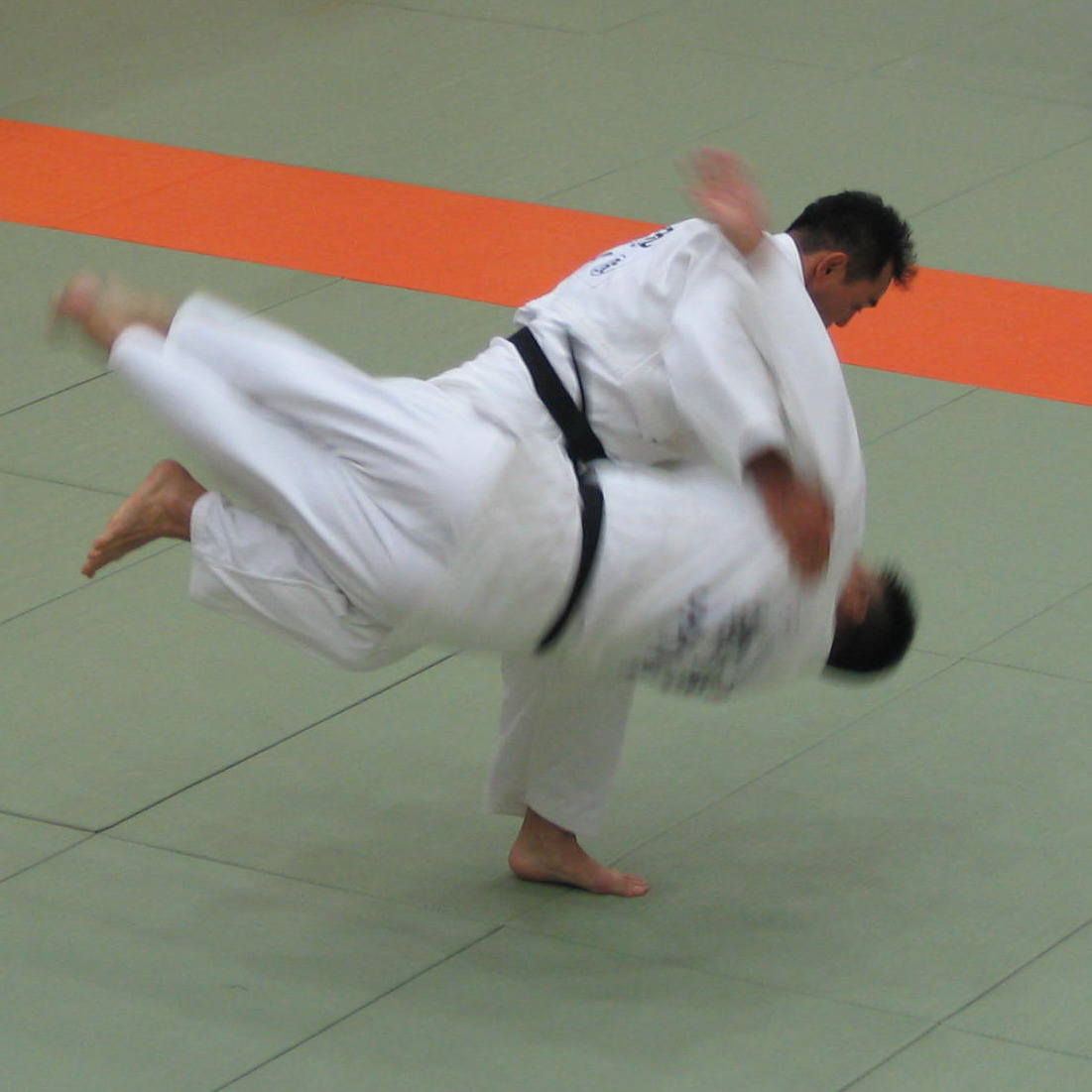
Harai-Goshi

Le Dai-nikyo ou 4e Kyū correspond au niveau ceinture orange.
1. Ko-Soto-Gari - petit fauchage extérieur
2. Ko-Uchi-Gari - petit fauchage intérieur
3. Koshi-Guruma - roue autour de la hanche
4. Tsuri-Komi-Goshi - projection de la hanche en «pêchant»
5. Okuri-Ashi-Barai - balayage des deux jambes (pieds) en envoyant (Okuri=envoi)
6. Tai-Otoshi - renversement du corps
7. Harai-Goshi - hanche fauchée
8. Uchi-Mata - fauchage (ou projection) par l'intérieur de la cuisse (littéralement «cuisse intérieure»)

## Dai-sankyo

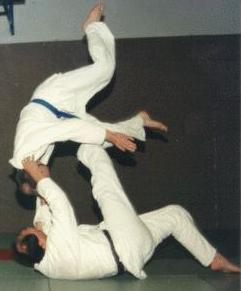
Tomoe-Nage

Le Dai-sankyo ou 3e Kyū correspond au niveau ceinture verte.
1. Ko-Soto-Gake - petit accrochage extérieur
2. Tsuri-Goshi - hanche soulevée
3. Yoko-Otoshi - renversement latéral
4. Ashi-Guruma - roue autour de la jambe
5. Hane-Goshi - hanche percutée (Hane=percuté)
6. Harai-Tsuri-Komi-Ashi - balayage du pied en «pêchant»
7. Tomoe-Nage - projection en cercle
8. Kata-Guruma - roue autour des épaules

## Dai-yonkyo

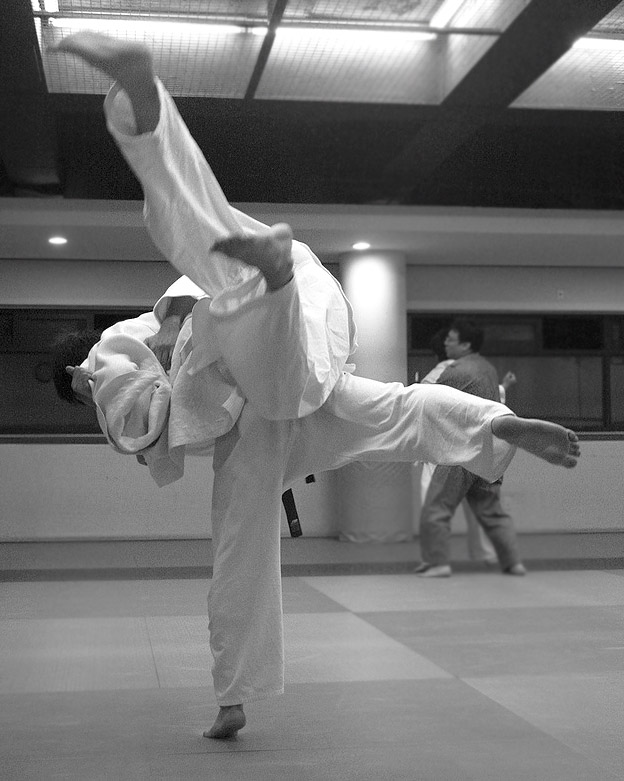
O-Guruma

Le Dai-yonkyo ou 2e Kyū correspond au niveau ceinture bleue.
1. Sumi-Gaeshi - renversement dans l'angle (ou contre dans l'angle)
2. Tani-Otoshi - chute dans la vallée
3. Hane-Maki-Komi - enroulement percuté
4. Sukui-Nage - projection en cuillère
5. Utsuri-Goshi - hanche déplacée
6. O-Guruma - grande roue
7. Soto-Maki-Komi - enroulement extérieur
8. Uki-Otoshi - renversement flottant

## Dai-gokyo

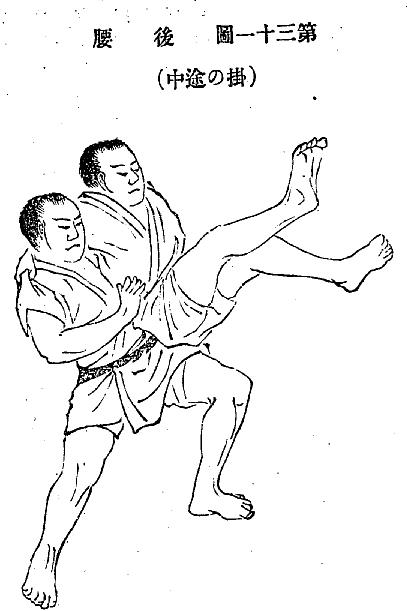
Ushiro-Goshi

Le Dai-gokyo ou 1er Kyū correspond au niveau ceinture marron.
1. O-Soto-Guruma - grande roue extérieure
2. Uki-Waza - technique flottante
3. Yoko-Wakare - séparation latérale
4. Yoko-Guruma - roue latérale (de côté)
5. Ushiro-Goshi - projection de hanche par l'arrière (littéralement «hanche arrière»)
6. Ura-Nage - projection vers l'arrière (Ura=arrière)
7. Sumi-Otoshi - renversement dans l'angle
8. Yoko-Gake - accrochage latéral